# Вербичоара култура
Вербичоара култура је култура бронзаног доба, која је заступљена у следећим областма: Олтенија, источни Банат, источна Србија и северозападна Бугарска. Ова култура је дефинисана 1961. године.
Процват Вербичоара културе је током средњег бронзаног доба, ток се током позног територија културе сужава на област источног Ђердапа и материјална култура је у опадању. Старија фаза обухвата период од 1700. п. н. е. до 1300. п. н. е. и надовезује се облицима на Моркинску културу. Облици који се јављају су:
- Двоухи и једноухи лончићи
- Лоптасти лонци
- Кантароси, високо извијених дршки које су на врховима моделоване на различите начине

Орнаменти су урезани геометријски мотиви, шрафирани троуглови и цик-цак линије.
Млађа фаза обухвата период од 1300. п. н. е. до 1100. п. н. е. Карактеристични керамички облици су:
- Кантароси украшени на трбуху урезаним концентричним круговима, спиралама, розетама, меандрима
- Вазе на ниској шупљој нози

Јављају се и стилизоване антропоморфне фигурине, а на крају последње фазе црнопечена керамика са канелурама.